# 샤오링허
샤오링허(소릉하, 중국어: 小凌河, 병음: Xiǎolíng hé)는 중화인민공화국 동북부 랴오닝성의 서부(요서)를 흐르는 큰 하천이다. 허베이성 동부의 롼허 수계와 랴오닝 성 중앙부의 랴오허 수계의 사이를 흐르고 있다. 다른 이름은 진촨(錦川) 혹은 진수이(錦水)이다. 요대에 소령하(小霊河)로 개명되었고 원대 이후 동쪽으로 인접하는 다링허(大凌河)와 구별하기 위해서 샤오링허라고 칭하게 되었다.
샤오링허는 후루다오 시 젠창 현에서 출발해 북쪽으로 흘러 차오양 시 차오양 현에서 동쪽으로 구부러져 진저우시의 중심부를 흐른 후에 남쪽으로 돌아 보하이해의 랴오둥 만에서 삼각주를 형성해 바다에 흘러 들어간다. 이 삼각주는 동쪽에 있는 다링허 하구의 삼각주와 거의 일체화되어 있다.
샤오링허의 큰 지류로는 롄산 구로부터 난퍄오 구로 샤오링허 남쪽의 골짜기를 병행해 흐르다가 진저우시 중심부에서 샤오링허에 합류하는 누얼허(女儿河)가 있다.
샤오링허의 전체 길이는 206km, 유역 면적은 5,475km2, 연평균 유량은 3.98억m³이다.